# Rikugun Ki-93
Rikugun Ki-93 – prototypowy japoński ciężki myśliwiec z okresu II wojny światowej. Uzbrojony w działa 57 mm lub 75 mm myśliwiec miał być budowany w dwóch wersjach - niszczyciela bombowców lub zwalczania żeglugi. Zbudowano tylko dwa prototypy.

## Tło historyczne
Samolot został zaprojektowany w Rikugun Kokugijutsu Kenkyujo (Giken - Instytut Doświadczalny Techniki Lotniczej Armii) jako ciężki myśliwiec mający służyć jako niszczyciel bombowców lub do zwalczania żeglugi.

## Opis konstrukcji
Rikugun Ki-93 był dwusilnikowym, dwumiejscowym dolnopłatem o konstrukcji całkowicie metalowej. Napęd samolotu stanowiły dwa 18-cylindrowe chłodzone powietrzem silniki gwiazdowe typu Mitsubishi Ha-214 z metalowymi, sześciopłatowymi śmigłami, moc silników na wysokości 0 m n.p.m. wynosiła 2400 KM, a na wysokościach 1500 m i 8300 m odpowiednio 1970 i 1730 KM.
Długość samolotu wynosiła 14,21 m, a jego wysokość 4,85 m, rozpiętość skrzydeł wynosiła 19 m, a ich powierzchnia 54,75 m². Masa własna myśliwca wynosiła 7686 kg, a masa startowa do 10 660 kg.
Kokpit i gondole silnikowe było opancerzone, wszystkie zbiorniki paliwa miały konstrukcję samouszczelniającą i miały automatyczny system przeciwpożarowy.
W wersji niszczyciela bombowców (Ki-93-Ia) głównym uzbrojeniem samolotu miało być armata automatyczna Ho-401 57 mm i dwa działka Ho-5 20 mm, jako samolot zwalczania żeglugi (Ki-93-Ib) jego ofensywne uzbrojenie miała stanowić armata Typ 88 kalibru 75 mm, w obydwu wersjach samolot miał być dodatkowo uzbrojony w pojedynczy karabin maszynowy kalibru 12,7 na tylnym stanowisku obronnym. Główne uzbrojenie samolotu umieszczone było w gondoli znajdującej się pod kadłubem.
Prędkość maksymalna wynosiła 624 km/h na wysokości 8300 m, a prędkość przelotowa 350 km/h.

## Historia
Po zaprojektowaniu samolotu w Giken pierwszy prototyp, w wersji Ia, został zbudowany w Dai-Ichi Rikugun Kokusho (Kosho - Pierwszy Arsenał Lotnicy Armii) i został oblatany w kwietniu 1945. Do końca wojny zdążono jeszcze wybudować jeden prototyp w wersji Ib ale nie został on oblatany przed kapitulacją Japonii.